# Dani Muñoz
Pour les articles homonymes, voir Daniel Muñoz.
Dani Muñoz, né le 19 juillet 2006 à Estepona en Espagne, est un footballeur espagnol qui évolue au poste d'arrière gauche à l'Atlético de Madrid.

## Biographie

### En club
Né à Estepona, dans la province  de Malaga en Espagne, Dani Muñoz commence le football dans le club local du CD Estepona puis est formé par le Málaga CF, avant de rejoindre en 2018 l'Atlético de Madrid, où il poursuit sa formation. En 2021 il signe un premier contrat avec l'Atlético, le liant au club jusqu'en juin 2025.
Le 17 septembre 2024 il prolonge son contrat avec les Colchoneros de trois ans, étant désormais lié au club jusqu'en juin 2027.

### En sélection
Il commence en sélection avec l'équipe d'Espagne des moins de 16 ans, faisant ses débuts le 21 septembre 2021 contre la Russie. Au total il joue dix matchs avec cette sélection entre 2021 et 2022.
Dani Muñoz est convoqué avec l'équipe d'Espagne des moins de 19 ans pour participer au Championnat d'Europe des moins de 19 ans en 2024. Après avoir battu l'Italie grâce à un but de Pol Fortuny (0-1 après prolongation), l'Espagne atteint la finale de la compétition. Lors de la finale face à la France qui a lieu le 28 juillet 2024, les Espagnols s'imposent par deux buts à zéro, et remportent ainsi la compétition,.

## Palmarès

### En sélection
Espagne -19 ans
- Championnat d'Europe
  - Vainqueur en 2024
  - Finaliste en 2025